# ツバクロエイ
ツバクロエイ（燕鱝、学名：Gymnura japonica）は、トビエイ目のー種。英名「バタフライ・レイ」。日本から台湾、北朝鮮、韓国、および中国にかけての北西太平洋に分布している。

## 概要
蒲鉾の材料として使われ、捕獲されやすい。体盤の幅が長く、頭部が短い。尾は細く短い。
黒い斑点があるものもいる。